# Jakob Hofmann
Pour les articles homonymes, voir Hofmann.

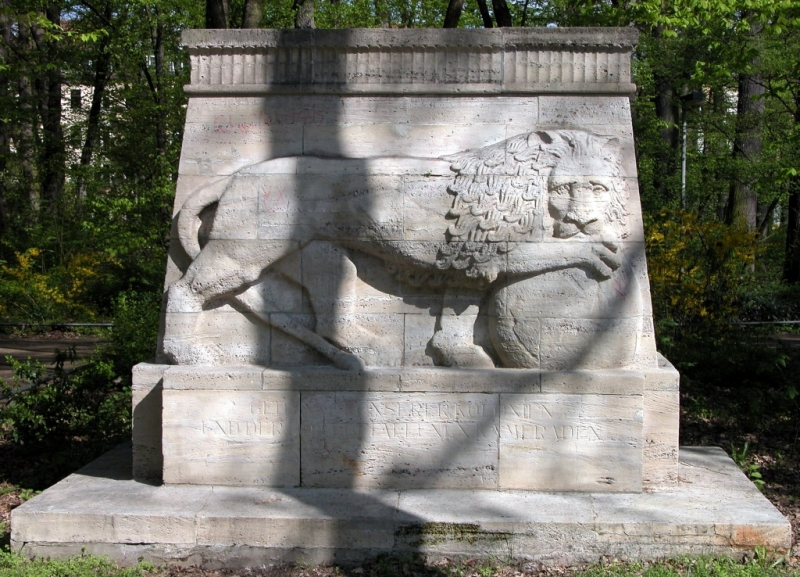
, 1925

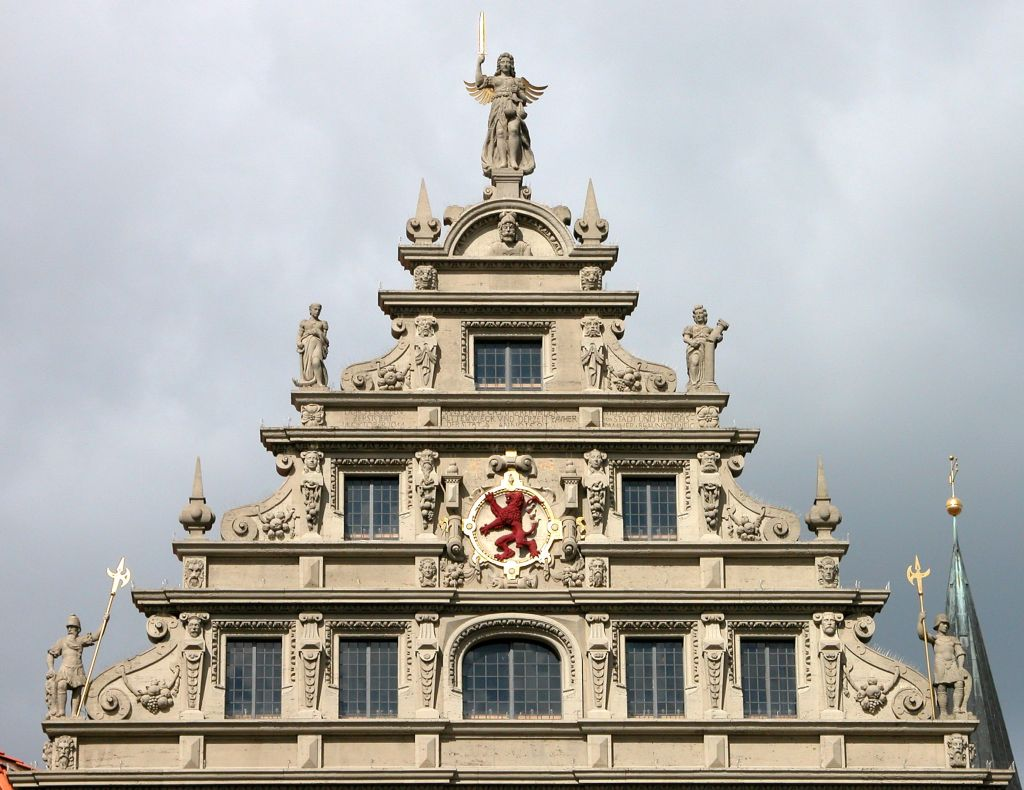
Maison des Arts, 1936

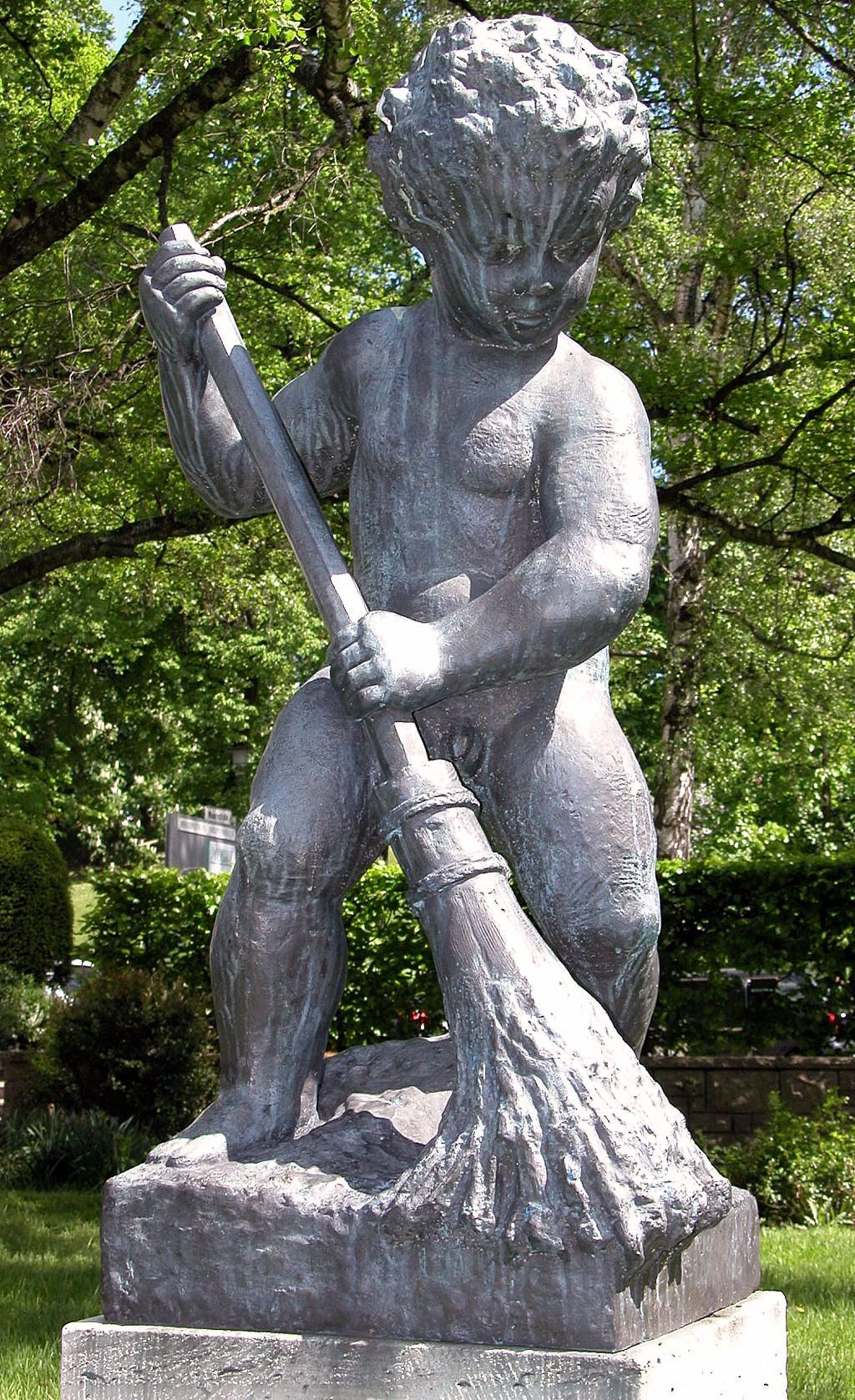
Besenmännchen, 1938

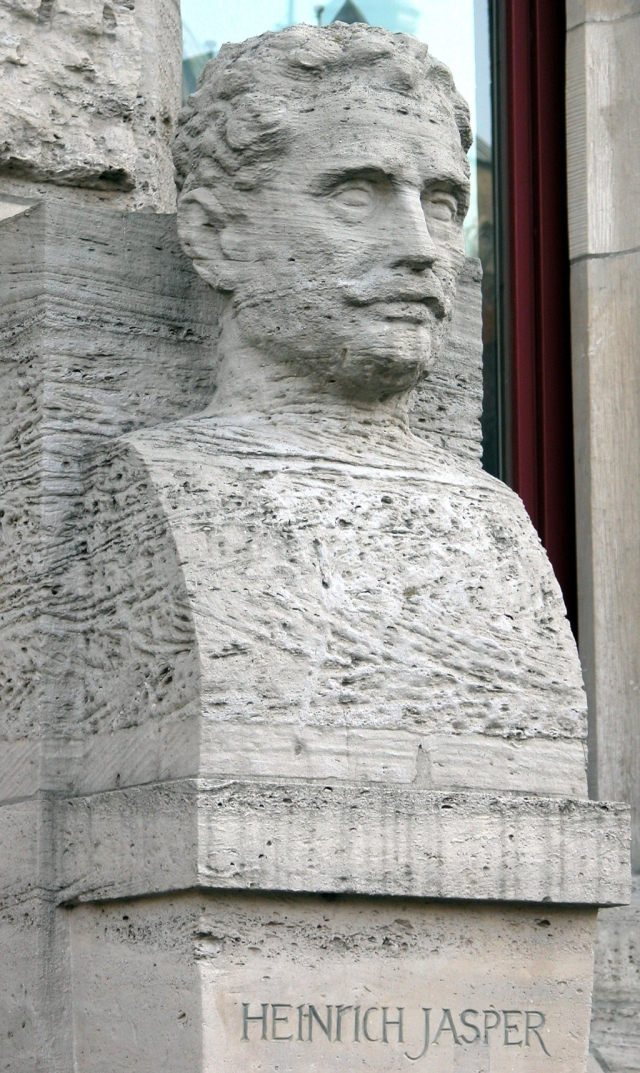
Heinrich Jasper, 1951

Jakob Hofmann, né le 17 décembre 1876 à Aschaffenbourg et mort le 26 juin 1955 à Brunswick, est un sculpteur et dessinateur allemand. 

## Biographie
Fils de charpentier, Jakob Hofmann suit d'abord un apprentissage de tailleur de pierre, puis étudie à la Königliche Kunstgewerbeschule de Munich de 1895 à 1897 et à l'Académie des beaux-arts de Munich de 1897 à 1908, avec, parmi ses professeurs, Wilhelm von Rümann et Adolf von Hildebrand. Pendant cette période, il conçoit une fontaine pour Ansbach, un mémorial de guerre pour sa ville natale et plusieurs sculptures pour le Kurhaus de Wiesbaden. Après avoir reçu plusieurs prix, il se rend à Paris et en Italie en 1908 pour y faire des études. À son retour, il crée à nouveau de nombreuses œuvres à Munich avant de reprendre l'entreprise de son père à Aschaffenbourg .
En 1913, Hofmann succède à Carl Friedrich Echtermeier comme professeur de dessin et de modelage de nus à l'Université technique de Brunswick, poste qu'il occupe jusqu'en 1945. En 1915/16, Hofmann est un vétéran de la guerre. De 1915 à 1922, il expose en tant que membre de la Sécession de Munich au Palais de verre et aux expositions de la Sécession de Berlin.
De 1920 à 1933, Hofmann est membre du Braunschweig Zehnerbund bildender Künstler, fondé en 1920, et expose avec lui. Outre de nombreux monuments funéraires, bustes et statues, Hofmann créé également les masques de la bibliothèque publique de Brunswick (de), ainsi que les monuments des 70e et 92e (de) régiments d'infanterie et une Pietà pour l'église Sainte-Catherine (de).
Pour le monument colonial du parc municipal de Braunschweig, inauguré en 1925 et conçu par Herman Flesche (de) pour commémorer les colonies allemandes perdues pendant la guerre et les soldats qui y ont trouvé la mort, il crée la sculpture d'un lion tenant le globe terrestre avec une de ses pattes.
En 1928, une fontaine Siegfried en bronze suit pour la colonie Siegfriedviertel de Brunswick fondée en 1919. Cette statue est fondue pendant la Seconde Guerre mondiale et n'est refaite qu'en 1988, puis réinstallée à son emplacement d'origine, la place de Bourgogne.
Après l'arrivée au pouvoir des nazis en 1933, Hofmann participe à l'exposition du cartel du Reich, en 1934 et 1935 il a des expositions personnelles au Musée Herzog Anton Ulrich, entre 1935 et 1943 il participe aux expositions de l'association des artistes de Brunswick et en 1938 à celle du Hilfswerk für die deutsche bildende Kunst (le NSV).
En 1936, Hofmann rénove les figures usées du Gewandhaus de Braunschweig. En 1938, il crée également l'homme balai de Brunswick, qui sert de symbole à la rénovation de la vieille ville, commencée en 1932 par Herman Flesche dans le cadre des travaux préparatoires et entreprise par les nationaux-socialistes en 1933 dans le quartier de Neustadt à Braunschweig. L'objectif du réaménagement de la vieille ville était de créer de meilleures conditions de vie sanitaires et hygiéniques. En 1943 et 1944, il participe à la Gaukunstausstellung de Braunschweig.
Le 12 décembre 1943, Hofmann est le dernier artiste à recevoir le prix d'art de la ville de Brunswick, qui n'est créé qu'en 1941. Dans le discours élogieux, il est souligné que Hofmann ne s'était jamais laissé influencer par les tendances contemporaines, que son "homme-balai" était connu de tous et que son œuvre avait une "grande puissance créatrice artistique".
Le 23 décembre 1951, un buste de l'homme politique du SPD et multiple Premier ministre de Braunschweig, Heinrich Jasper, créé par Hofmann, est dévoilé. Il est situé sur le côté ouest du bâtiment du gouvernement du district de Brunswick, sur la Ruhfäutchenplatz.
En l'honneur de Hofmann, la ville de Brunswick donne son nom à un chemin situé dans la zone de la ceinture nord, près de l'île de Löbbecke.